# Kamnica (gmina Maribor)
Kamnica (niem. Gams) – wieś w Słowenii, w gminie miejskiej Maribor. W 2018 roku liczyła 1644 mieszkańców. 